# Albalate de Cinca

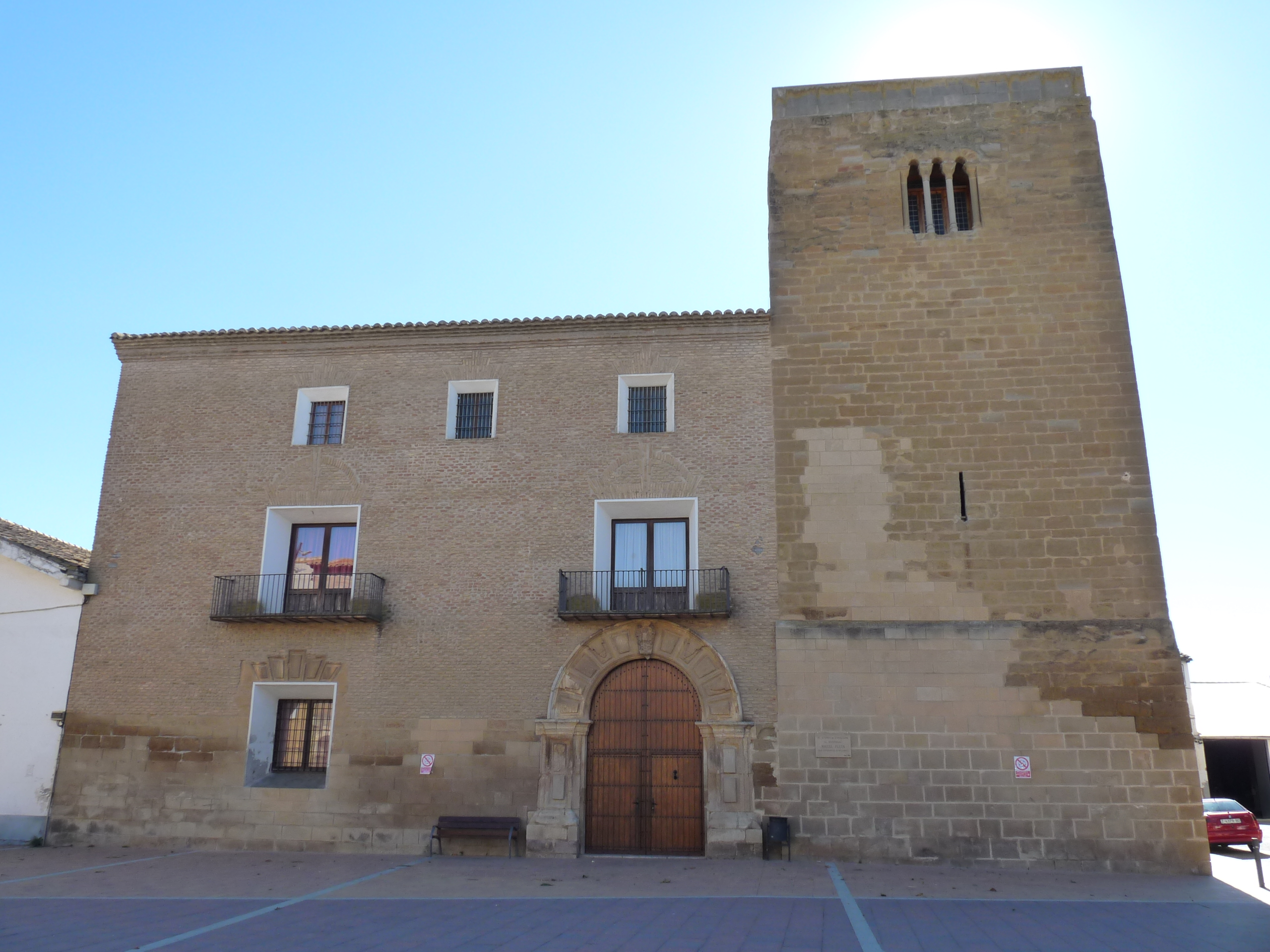

Albalate de Cinca (arag. Albalat d'a Zinca) – gmina w Hiszpanii, w Aragonii, w prowincji Huesca, w comarce Cinca Medio, 89 kilometrów od miasta Huesca.
Powierzchnia gminy wynosi 44,2 km². Zgodnie z danymi INE, w 2005 roku liczba ludności wynosiła 1 200, a gęstość zaludnienia 27,15 osoby/km². Wysokość bezwzględna gminy równa jest 188 metrów. Współrzędne geograficzne gminy to 41°43'26"N, 0°9'3"E. Kod pocztowy do gminy to 22534. 29 września i 11 listopada w gminie odbywają się regionalne fiesty.
| 1991 | 1996 | 2001 | 2004 | 2005 |
| ---- | ---- | ---- | ---- | ---- |
| 1149 | 1107 | 1203 | 1222 | 1200 |